# Restless (film)
Restless – amerykański dramat filmowy w reżyserii Gusa Van Santa. Światowa premiera produkcji miała miejsca 12 maja 2011 roku podczas 64. Międzynarodowego Festiwalu Filmowego w Cannes. Zdjęcia do obrazu powstawały w Portland w stanie Oregon.
Według serwisu Rotten Tomatoes film nie został dobrze odebrany przez media, gdzie uzyskał jedynie około 36% pochlebnych opinii (na podstawie 101 recenzji).

## Opis fabuły
Annabel Cotton, młoda, nieuleczalnie chora na raka dziewczyna, i Enoch Brae, chłopak, który niedawno stracił rodziców i został wyrzucony ze szkoły, poznają się podczas pogrzebu. Zaczynają się spotykać i częściej przebywać w swoim towarzystwie. Oboje wprowadzają się nawzajem w swoje życie.

## Obsada
- Henry Hopper – Enoch Brae
- Mia Wasikowska – Annabel Cotton
- Ryō Kase – Hiroshi Takahashi
- Schuyler Fisk – Elizabeth Cotton
- Jane Adams – Mabel Tell
- Chin Han – Dr. Lee
- Lusia Strus – Rachel Cotton